# Polyopisthocotylea
I Polyopisthocotylea sono una sottoclasse di platelminti monogenei.

## Tassonomia
La sottoclasse conta i seguenti ordini:
- Chimaericolidea
- Diclybothriidea
- Mazocraeidea
- Polystomatidea